# Яновський Іван Іванович (льотчик)
Іван Іванович Яновський (рос. Иван Иванович Яновский; 16 січня 1919, Віленка — 24 лютого 2006) — радянський військовий льотчик, Герой Радянського Союзу (1944).

## Біографія
Народився 16 січня 1919 року в селі Віленці (тепер Балахтинського району Красноярського краю) в сім'ї селянина. Росіянин. Закінчив Красноярське педагогічне училище. У 1937–1939 роках працював завідувачем початковою школою.
У 1940 році закінчив Челябінське військово-авіаційне училище штурманів, в 1942 році — Вищу школу штурманів і льотчиків. Учасник німецько-радянської війни з жовтня 1942 року. Брав участь у Сталінградській битві. Член ВКП(б) з 1943 року.
Штурман ескадрильї 8-го гвардійського авіаційного полку (8-а гвардійська авіаційна дивізія, авіація дальньої дії) гвардії старший лейтенант Іван Яновський до жовтня 1944 року зробив 249 бойових вильотів (з них 235 — вночі) на бомбардування військово-промислових об'єктів і військ противника.
Указом Президії Верховної Ради СРСР від 5 листопада 1944 року за зразкове виконання бойових завдань командування на фронті боротьби з німецько-фашистськими загарбниками і проявлені при цьому мужність і героїзм, гвардії старшому лейтенантові Івану Івановичу Яновському присвоєно звання Героя Радянського Союзу з врученням ордена Леніна і медалі «Золота Зірка» (№ 5098).
Після війни продовжував службу у ВПС СРСР. До 1951 року служив у 224-му і 202-му авіаційних полках 13-й гвардійської дивізії. У 1952 році закінчив Вищу офіцерську льотно-тактичну школу командирів частин далекої авіації,  в 1959 році — Військово-повітряну академію. Служив штурманом 208-го важкобомбардувального авіаційного полку 11-ї гвардійської Орловсько-Берлінської авіаційної дивізії. Був старшим офіцером відділу бойової підготовки управління штабу 50-ї повітряної армії, начальником штабу, заступником командира 111-го важкого бомбардувального авіаполку 22-ї повітряної армії. З 1968 року полковник І. І. Яновський в запасі.
Після звільнення з армії працював інженером-лаборантом філії Науково-дослідного інституту автоматичної апаратури електромеханічного заводу, старшим інженером по техніці безпеки Інституту органічної хімії Академії наук УРСР, старшим інженером 2-го відділу Мінбудматеріалів УРСР. Публікувався в газетах «Правді», «Червоній зірці».
Жив у Києві. Був головою Дарницької районної ради ветеранів міста Києва. Помер 24 листопада 2006 року. Похований у Києві на Лісовому кладовищі.

## Нагороди
Нагороджений двома орденами Леніна, двома орденами Червоного Прапора, двома орденами Вітчизняної війни 1 ступеня, орденом Червоної Зірки, медалями «За бойові заслуги», «За оборону Сталінграда», «За взяття Кенігсберга», «За взяття Будапешта», «За взяття Берліна» та іншими.